# Азбука веры
«Азбука веры» — просветительский крупнейший православный интернет-портал. Содержит разделы Православная энциклопедия «Азбука веры», три электронные библиотеки, форум, блогосферу и др. Включает в себя более 40 проектов.

## Описание
Существует с 2005 года. Как указывали создатели сайта: «Настоящий сайт вырос из сборника статей, которые накапливались его авторами по мере разрешения тех или иных сомнений. Мы сделали попытку классифицировать наиболее часто возникающие вопросы, которые появляются у людей, интересующихся религией».
Действует на пожертвования.  Включает три электронные библиотеки: «Пять ступеней», «Отечник», «Библиотека художественной литературы для детей и взрослых», где представлено большое количество оцифрованных религиозных литературных произведений на различные темы. Библиотека «Отечник» в январе 2024 года содержала 22 178 трудов 1118 авторов. Официальные страницы в ней имеют А. Р. Фокин, протоиерей Михаил Желтов, игумен Дионисий (Шлёнов), епископ Мефодий (Зинковский) и епископ Кирилл (Зинковский), А. Г. Кравецкий, протоиерей Леонид Грилихес и др.
Сайт «Азбука веры» предлагает качественную и хорошо структурированную подборку исагогических и апологетических текстов о Библии, а также сам текст Библии. Отмечается удобная навигация.
Раздел «Новоначальным» включает материалы об основах православной веры, теории и практике катехизации. Раздел «Семья и здоровье», в частности, содержит сервис православных знакомств «Азбука верности». Портал включает также сайты на темы супружества, воспитания и здоровья. Имеется страница с православными блогами, рубрика «Вопросов и ответов», раздел «Миссия и катехизация», где освещены вопросы «Воцерковление», «Как просить у Бога веры?», «Почему молодых людей мало в Церкви?», «Опыт миссионерства», «Православные лекции», «Можно или нет зажигать свечу у лампады» и др. Форум содержит кинолекторий. Также в портал входит сайт на другом домене: sueverie.net,  посвящённый критике народных, языческих и околоцерковных суеверий.

## Статистика
По данным на 2011 год среди православных сайтов наибольшие значения индекса популярности (составного показателя, который характеризует популярность сайта, основываясь данных о его месячной посещаемости) имели «Православие и мир» — 676 тыс. посещений, «Азбука веры: православная энциклопедия» — 560 тыс. посещений, а также «Православие.ру» — 547 тыс. посещений.
По данным сервиса для анализа веб-сайтов SimilarWeb на 1 марта 2023 года «Азбука веры» была самым посещаемым и популярным православным порталом в России с более чем более 15 млн посещений в месяц. Следующий по популярности сайт, «Православие.ru», имел более 6 млн посещений в месяц. Эти сайты были популярными во всём мире. В мировом рейтинге этого же сервиса в категории Community and Society — Faith and Beliefs портал занимает 5-е место, самое высокое среди порталов с доменом .ru.
В 2023 году основную часть аудитории портала «Азбука веры» составляли женщины (59,45 % женщин и 40,55 % мужчин), активный возраст составлял 25-35 лет, на старшее поколение (от 55 лет) приходилось только около 17 % аудитории.
Индекс качества сайта («ИКС») в июне 2025 года составлял 20 700. У «Православия.ру» — 10 800, «Правмира» — 6900.